# 加拉巴哥蛇鰻
加拉巴哥蛇鰻為輻鰭魚綱鰻鱺目糯鰻亞目蛇鰻科蛇鰻屬的其中一種，分布於東太平洋的加拉巴哥群島海域，棲息深度可達200公尺，體長可達68公分，棲息在底層水域，屬肉食性。

## 擴展閱讀
維基物種上的相關：加拉巴哥蛇鰻